# 르노 911! - 마이애미
《르노 911! - 마이애미》(영어: Reno 911!: Miami)는 미국에서 제작된 2007년 경찰 코미디 영화이다. 로버트 벤 거랜트가 연출, 공동 각본을 맡고, 카를로스 알라스라키 등이 출연하였으며, 대니 더비토 등이 제작에 참여하였다. 미국에서는 20세기 폭스에 의해 2007년 2월 23일 개봉되었고, 그 외 지역에서는 파라마운트 픽처스에 의해 배급되었다.

## 출연진
- 카를로스 알라스라키
- 메리 버드송
- 로버트 벤 거랜트
- 케리 케니실버
- 토머스 레넌
- 웬디 매클렌던커비
- 니시 내시
- 시드릭 야브로
- 닉 스워드슨
- 마이클 이언 블랙
- 데이비드 케크너
- 패튼 오즈월트
- 대니 더비토
- 드웨인 존슨
- 폴 러드
- 폴 루번스
- J. P. 머누
- 조 로트룰리오

## 기타 제작진
- 총괄 제작: 벤 거랜트
- 공동 제작: 샌디 이트림블
- 배역: 줄리 애슈턴
- 의상: 메리 앤 보젝